# Cold Brains (canción)
«Cold Brains» —en español: «Cerebros fríos»—  es una canción del músico estadounidense Beck, lanzada en 1999 como segundo sencillo del álbum Mutations (1998). Este fue un sencillo promocional solamente distribuido a las estaciones de radio en marzo de 1999. La foto de tapa fue tomada por Charlie Gross en el show de Mutations en la alcaldía de Nueva York. La parte posterior del estuche contiene un dibujo de Jason Mason de Wiskey Biscuit. Cold Brains fue lanzado a través de la discográfica Geffen/Bong Load Custom Records.

## Lista de canciones

### Sencillo original
1. «Cold Brains» – 3:34
2. «One of These Days» – 4:48
3. «Diamond in the Sleaze» – 4:08
4. «Halo of Gold» – 4:29
5. «Electric Music and the Summer People» (versión alternativa) – 3:35

### CD promocional alternativo
1. «Cold Brains» – 3:44
2. «Electric Music and the Summer People» (versión alternativa) – 3:37
3. «Halo of Gold» – 4:31
4. «Runner Dial Zero» – 4:06
5. «Diamond Bollocks» – 6:01